# Guararu
Guararu é um distrito do município de Caucaia, na Região Metropolitana de Fortaleza. Criado pelo Decreto-lei Estadual nº 1.114, de 30 de dezembro de 1943.

## Informações gerais
Somente em 1943, 184 anos após a criação da Vila de Soure, Caucaia é elevada à condição de cidade pelo Decreto Lei nº 1.114 de 30 de dezembro deste mesmo ano. No período posterior, entre os anos de 1944 e 1948, os distritos de Primavera e Taquara passaram a se chamar, respectivamente, Guararu e Mirambé.

## Sobre o QuilomboBoqueirão da Arara
Uma das versões para a origem do nome Boqueirão da Arara, encontra alicerce na parada da estação ferroviária de mesmo nome, quando chegou a oferecer operação de transporte com embarque e desembarque de passageiros. Atualmente neste ponto do trecho o trem passa direto, funcionando somente para fins de transporte de cargas.
O território do Boqueirão da Arara é rodeado por serras: A serra do Juá, por trás da serra Boqueirão, sentido sul da BR-222; serra Santa Rosa, ao lado da serra Camará, no sentido norte; e a serra Guararu, ao lado da serra da Conceição, na direção oeste.
A comunidade quilombola Boqueirão da Arara é reconhecida pela CERQUICE.

## EstaçãoArara-Guararu
A estação de Arara foi inaugurada no ano de 1920, na então Estrada de Ferro Fortaleza-Itapipoca. Posteriormente, com a extensão da linha para a cidade de Crateús e depois para o estado do Piauí, a estação passou a fazer parte da linha Sul da Rede de Viação Cearense. Até hoje o trem acompanha a história social e econômica do lugar, com trajeto que passa por dentro do quilombo.